# Аттамбел VIII
Аттамбел VIII — царь Харакены, вассального государства парфян, правивший около 200 года. Его предшественником был Абинерга II, а преемником — Мага.
Он известен только из монет, отчеканенных в правление его сына Маги, который называет себя сыном царя Аттамбела. Чтение имени вызывает большие затруднения и отражает плохое качество чеканки монет этого времени в общем. Возможно, что Аттамбелу VIII принадлежат некоторые бронзовые монеты, не имеющие на себе никаких надписей и показывающие властителя в парфянском стиле.